# دهستان واتسا
دهستان واتسا (به لاتین: Väätsa Parish) یک دهستان در استونی است که در شهرستان یروا واقع شده‌است.

## خصوصیات
دهستان واتسا ۱۹۵٫۳۳ کیلومترمربع مساحت و ۱٬۴۷۹ نفر جمعیت دارد.